# Viktor Sergeevič Safronov
Viktor Sergeevič Safronov in russo Виктор Сергеевич Сафронов? (Velikie Luki, 11 ottobre 1917 – Mosca, 18 settembre 1999) è stato un astronomo sovietico e russo, che ha sviluppato il modello della nebulosa solare per la formazione planetaria.

## Biografia
Nel 1941, Safronov si laureò presso la facoltà di Meccanica e Matematica dell'Università statale di Mosca. La sua passione e interesse principale riguardavano la cosmogonia planetaria, l'astrofisica e la geofisica.
Uno dei contributi più significativi di Safronov fu l'ipotesi dei planetesimi per la formazione planetaria, un concetto che ottenne un'ampia accettazione tra gli astronomi.

## Onorificenze
- Premio Otto Schmidt (1974) della Accademia Sovietica delle Scienze
- Premio Kuiper per le Scienze planetarie (1990) dell'American Astronomical Society[1]
- L'asteroide 3615 Safronov, scoperto dall'astronomo statunitense Edward L. G. Bowell nel 1983, è così chiamato in suo onore.[2]

## Pubblicazioni
- Evolution of the Protoplanetary Cloud and Formation of the Earth and the Planets, Mosca, Nauka, 1969. Traduzione: NASA TTF 677, 1972.